# Wilhelm Barthlott
Wilhelm Barthlott (22 de juny de 1946) és un botànic alemany, antic professor de la Universitat de Bonn, cap del Nees-Institutes für Biodiversität der Pflanzen i director del Botanische Gärten der Friedrich-Wilhelms-Universität de Bonn. És especialment conegut com a descobridor del mecanisme d'auto-neteja del Lotus, una planta aquàtica.